# Harold Arthur Prichard
Harold Arthur Prichard (n. 1871 - d. 1947), a fost un filozof moral, epistemolog și intuiționist englez, fost profesor la Oxford University.